# 文学賞メッタ斬り!
『文学賞メッタ斬り!』（ぶんがくしょうめったぎり）は、大森望と豊﨑由美の2人が文学賞について批評した対談形式の書籍。当記事では、アール・エフ・ラジオ日本で放送された同名のラジオ番組についても述べる。

## 概要
それまで、文学賞については選考委員と出版社など主催者がどの作家のどの作品をどの基準で選ぶか、その過程は一般の読者にはわからなかった。そのため、読者の支持を受けていない作品が選ばれたり、逆に読者の支持を得ている作品が選ばれなかったり。さらには「なぜこの作品を選んだのか、受賞したのか」がわからないことが多かった。
そのような「不透明な文壇事情」を踏まえ、「受賞作」、「作家」、そしてその作品を選んだ「選考委員」を批判することで、「文学賞」を批判するのがこの本のコンセプトである。
2003年6月12日付けでエキサイトブックス内「ニュースの本棚」というコーナーでの企画として公開された対談をもとに、書籍にまとめられてPARCO出版から2004年3月に発売された（ISBN 978-4-891946821）。
ウェブサイトはすでに更新を停止しているが、ラジオ日本で著者2名が出演し、文学賞を批評する企画（後述）が継続している。この番組を受け、2012年に4年ぶりの新作書籍が「ファイナル」として発刊された。

## 内容
「メッタ斬り!」のタイトルどおり、大森、豊﨑の2人が対談で、文学賞と受賞作、選考委員を歯に衣着せず批評する。大御所作家も「慎ちゃん（石原慎太郎）」、「ツモ爺（津本陽）」、「ミスター（阿刀田高）」などと呼び、「現代文学が読めない（宮本輝）」「候補作すら読んでおらず、編集者にあらすじを教えてもらっている（津本陽）」「日本語がおかしい（石原慎太郎）」などと批判する一方で、島田雅彦、山田詠美、筒井康隆などの選評は高く評価している。このような批評にあたって、両名は主要文学賞の受賞作や選評をつぶさに読み、また巻末では受賞作の評価と点数付けを行っている（点数付けの基準は福田和也『作家の値うち』によるもの）。

## ラジオ番組
2010年1月より2015年1月までラジオ日本『ラジカントロプス2.0』の番組企画で、年2回、芥川賞・直木賞の発表前後の2週にわたり「文学賞メッタ斬り!大森望と豊崎由美のラジカントロプス2.0」として放送していた。聞き手は「歌う放送作家」の植竹公和。発表前の回は「予想編」として、作品紹介および受賞作品を予想。発表後の回は「結果編」として、結果を受けての感想。受賞作家が出演することもある。
『ラジカントロプス2.0』は2015年3月に放送終了したが、ラジオ日本では特番『文学賞メッタ斬り!スペシャル』（第143回芥川賞・直木賞は2015年7月14日（予想編）、7月21日（結果編））として放送されている。

## 続編
以下の続編がある。
- 『文学賞メッタ斬り! リターンズ』ISBN 978-4-891947415
- 『文学賞メッタ斬り! 2007年版 受賞作はありません編』ISBN 978-4-891947545
- 『文学賞メッタ斬り! 2008年版 たいへんよくできました編』ISBN 978-4-891947743
- 『文学賞メッタ斬り! ファイナル』ISBN 978-4-891949754